# Hubera sambiranensis
Hubera sambiranensis är en kirimojaväxtart som först beskrevs av René Paul Raymond Capuron, Le Thomas och George Edward Schatz, och fick sitt nu gällande namn av Chaowasku. Hubera sambiranensis ingår i släktet Hubera och familjen kirimojaväxter. Inga underarter finns listade i Catalogue of Life.